# 千葉県道53号千葉川上八街線
千葉県道53号千葉川上八街線（ちばけんどう53ごう ちばかわかみやちまたせん）は、千葉県千葉市若葉区から、八街市に至る県道（主要地方道）である。

## 概要

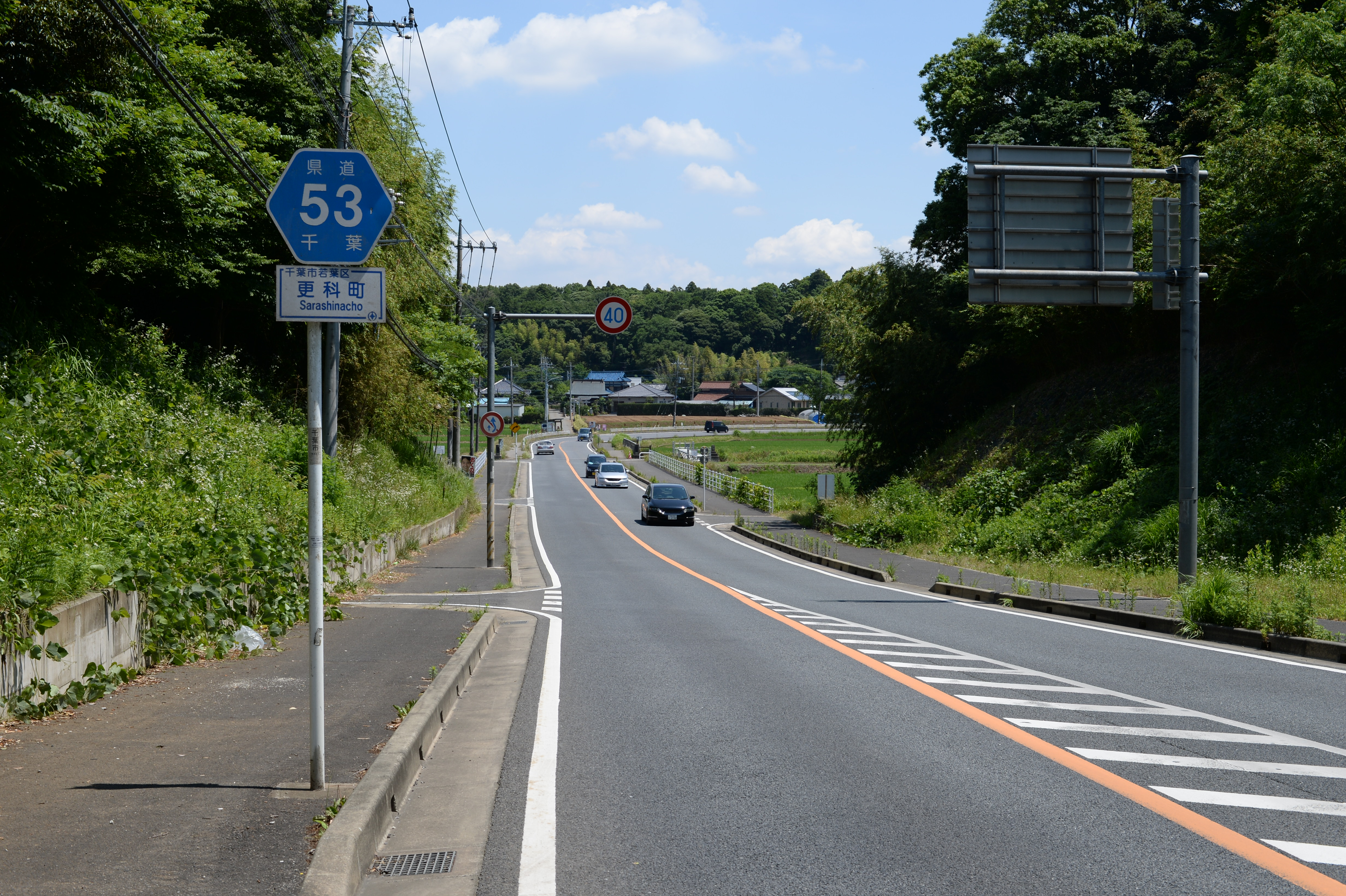
千葉県道53号千葉川上八街線
千葉市若葉区更科町（2015年6月）

千葉市若葉区大草の、国道126号との交点である大草交差点を起点とし、八街市の南部を横断して八街ほ（五方杭）の国道409号との交点である千葉川上入口交差点を終点とする県道路線。路線名の「川上」とは、八街市南部の昭和の大合併以前の旧自治体のひとつであった川上村が由来である。

### 路線データ

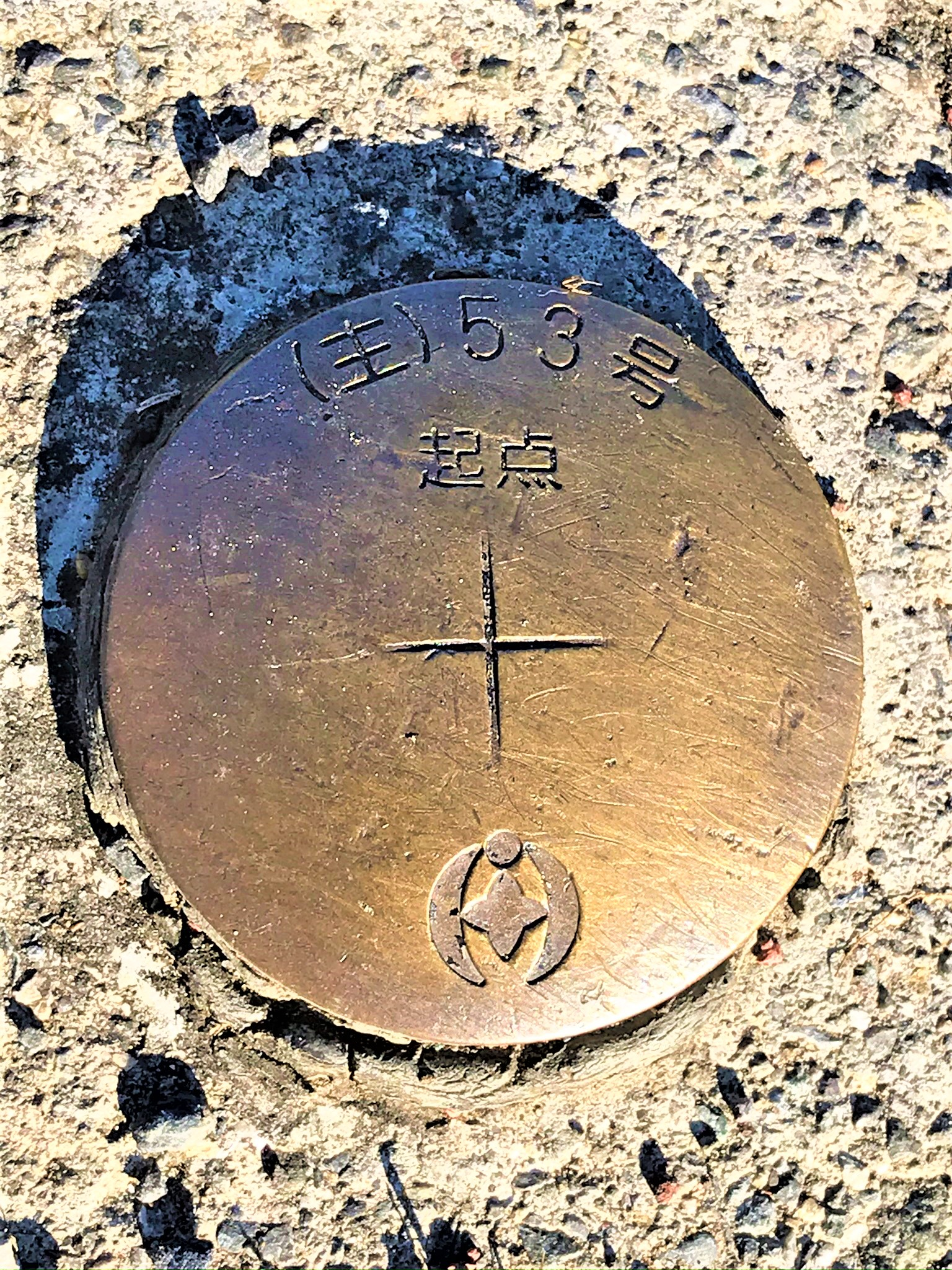
千葉市仕様のものが設置されている県道53号起点標

- 起点：千葉市若葉区大草町（大草交差点）
- 終点：八街市八街ほ（千葉川上入口交差点）

## 地理

### 通過する自治体
- 千葉県
  - 千葉市
    - 若葉区大草町 - 同区 金親町 - 同区 更科町 - 同区 上泉町 - 同区 小間子町

  - 八街市大谷流 - 同市 吉倉 - 同市 東吉田 - 同市 八街ほ

### 接続するおもな道路
- 国道126号（起点）
- 御成街道 重複区間（千葉市若葉区金親町〈金親町交差点〉 - 同区 御殿町〈御殿入口交差点〉）
- 千葉県道66号浜野四街道長沼線（千葉市若葉区更科町〈川崎十字路交差点〉）
- 千葉県道289号岩富山田台線（千葉市若葉区小間子町〈内小間子交差点〉）
- 国道409号（終点）

### 沿線の主な施設など
- 千葉市消防局若葉消防署（千葉市若葉区金親町）
- 御茶屋御殿跡（千葉市若葉区御殿町）
- 総泉病院（千葉市若葉区更科町）
- 千葉県総合スポーツセンター射撃場
- 永福寺（八街市小谷流）
- 川上幼稚園（八街市勢田）
- 川上郵便局（八街市勢田）
- 川上小学校（八街市大谷流）
- 佐倉警察署吉倉交番（八街市吉倉）
- 古倉稲稲荷神社（八街市吉倉）
- 最成寺（八街市東吉田）